# أسماء القدس
تشير أسماء القدس إلى الأسماء المتعددة التي عرفت بها مدينة القدس وأصل الكلمة في لغات مختلفة، حيث تنوعت مُسماياتها من لغة لأخرى، بل وتنوعت أيضاً في اللغة الواحدة حيث قد تحصل القدس على الكثير من الأسماء الملقبة بها في لغة واحدة فقط، في حين تتنوع هذه الأسماء في معانيها ومنحنى الأسباب التي لقبت بذلك فهي لها أسماء من منظور ديني وتاريخي وأسطوري وكل ذلك فقط في لغة واحدة، ففي اللغة العربية وحدها هنالك الكثير من المسميات لها مثل: (اَلْـقُـدْس، اَلْـقُـدْس الـشَّـرِيْـف، بَـيْـت الْـمُـقَـدَّس، بَـيْـت الْـمَـقْـدِس، إِيْـلْـيَـاء، مُـرِيَّـا أو مُـرَيَّـا)، أما في اللغة العبرية ووبحسب المدراش اليهودي فإن «القدس لها 70 اسمًا»، تم تجميع القوائم من 72 اسمًا عبرانيًا مختلفًا للقدس في الكتاب المقدس اليهودي.
اليوم، تسمى مدينة القدس باسمين: (القدس (بالعربية) و أورشليم (بالعبرية: יְרוּשָׁלַיִם‏)). حيث ينعتها البعض وخصوصًا المسلمين بالاسم العربي (اَلْـقُـدْس) أو (بَـيْـت الْـمَـقْـدِس)، أما في بقية أنحاء العالم تُنعت بالاسم العبري (يروشالايم: יְרוּשָׁלַיִם)، حيث يعتقد أنه اشتقاق لاسم أقدم بكثير، تم تسجيله في وقت مبكر في العصر البرونزي الأوسط، والذي تم إعادة تفسيره مرارًا وتكرارًا في علم أصول اللغة الشعبية، ولا سيما باللغة اليونانية التوراتية، حيث جاء العنصر الأول من الاسم مرتبطًا (باليونانية: ἱερός)‏ (الأبطال، «مقدسون»).

## الأسماء المبكرة

### أْوْرْسَـالِـم
يُعتقد أن هذا الاسم ذُكِر في الهيروغليفية حيث يتم أحيانًا تحديد مدينة تسمى روساليم في نصوص الإبادة في مملكة مصر الوسطى (القرن التاسع عشر قبل الميلاد) على أنها القدس على الرغم من أن هذا الأمر واجه بعض التحديات والإنتقادات. 
في الكتاب المقدس فإن أور ساليم هي الأكثر استخداما؛ ولذلك أور ساليم الاسم المستخدم في معظم أنحاء العالم الغربي. وقد ظهر في الشكل العبري التوراتي يروشالايم (ירושלם الذي اعتمد في الكتاب المقدس اليونانية كما Ιερουσαλήμ أو Ιεροσόλυμα)، وفي الأناجيل المسيحية المبكرة مثل السريانية (ܐܘܪܫܠܡ) وكذلك اللاتينية (Hierosolyma أو Ierusalem).أما باللغة العربية، فقد وُجِد هذا الاسم بصيغة (أْوْرْسَـالِـم)وهو الاسم العربي الذي روجت له الحكومة الإسرائيلية.
اسم «شاليم»، سواء كان اسم بلدة أو إله (حيث يعتقد أنه إله لأنه ذُكر اسم سومري أكادي (شليم) الإله الكنعاني لغروب الشمس والعالم السفلي وكذلك الصحة والكمال) ، مشتق من نفس الجذر (سلم : س - ل - م) مثل كلمة «شالوم (العبرية)»، والتي تعني حرفيًا السلام،   بحيث يصبح التفسير الشائع للاسم الآن «مدينة السلام»   أو «دار السلام». 

### سَـالِـم
تم العثور على اسم شاليم / سالم (שלם سالم) في رواية ملكي صادق في تكوين 14:18: وأتى ملكي صادق ملك سالم بالخبز والنبيذ: وكان كاهن الله العلي (علیون).
ويتضح أن اسم سالم يشير إلى القدس في مزمور 76: 2 الذي يستخدم «سالم» كموازي لـ «صهيون» قلعة القدس. نفس التعريف تم بواسطة جوزيفوس والترجمات الآرامية للكتاب المقدس.
| اللغة                   | الاسم  | الترجمة |
| ----------------------- | ------ | ------- |
| الترجمة السبعينية       | Σαλήμ  | سليم    |
| اليونانية               | Σόλυμα | سوليما  |
| الكتاب المقدس اللاتينية | سالم   | سالم    |
| اللغة العربية           | سَـالِـم | سليم    |
| اللغة العبرية           | שָׁלֵם    | سالم    |

### صهيون
جبل صهيون (بالعبرية: הר צִיּוֹן) كان في الأصل اسم التل حيث تقف قلعة اليبوسيين، ولكن تم تطبيق الاسم لاحقًا على جبل الهيكل إلى الشمال من القلعة.
منذ عصر الهيكل الثاني، تم تطبيق الاسم على تل فقط إلى الجنوب الغربي من المدينة المسورة. لا يزال هذا التل الأخير معروفًا باسم جبل صهيون اليوم. من وجهة نظر المنفى البابلي (القرن السادس قبل الميلاد)، تم استخدام صهيون كمرادف لمدينة القدس ككل.

## أسماء أخرى
- مُـرِيَّـا أو مُـرَيَّـا كان جبل موريا (الآن جبل الهيكل) جزءًا من مدينة ييفوس (يبوس، انظر قضاة 19:10) التي يسكنها اليبوسيون. وفقا للكتاب المقدس، تم بيع هذه الأرض للملك داود من قبل أرنان (اليبوسي) مقابل ثمن الشراء الكامل (ستمائة شيكل من الذهب).حيث ذُكر في الكتاب المقدس (من اجل بناء مذبح في البيدر للتضحية في البقاء في الطاعون الذي زاره الله على إسرائيل. بنى سليمان فيما بعد المعبد هناك. كان المعقل اليبوسي في ذلك الوقت يسمى صهيون الذي استولى عليه داود بالقوة، وبعد ذلك بدأت تسمى مدينة داود).
  - الكتاب المقدس العبرية מוריה
  - الكتاب المقدس اليوناني Μώριας
  - الكتاب المقدس موريا اللاتينية
  - اللغة العربية مُـرِيَّـا أو مُـرَيَّـا
  - العبرية מוֹרִיָּה
- مدينة داوود
- مدينة يبوس
- مدينة الملك العظيم
- أريئيل
- إيلياء

## بالإسلام
إن الأسماء الإسلامية لها هي من أصل عربي وهي اَلْـقُـدْس،اَلْـقُـدْس الـشَّـرِيْـف،بَـيْـت الْـمُـقَـدَّس،بَـيْـت الْـمَـقْـدِس، اَلْـبَـلَاط
الاسم العربي الحديث للقدس هو اَلْـقُـدْس القدس ، ويمكن تتبع أول استخدام مسجل له حتى القرن التاسع الميلادي، بعد مائتي عام على الفتح الإسلامي للمدينة. قبل استخدام هذا الاسم، كانت الأسماء العربية المستخدمة للقدس إِيْـلْـيَـاء (من الاسم اللاتيني إيليا) و بَـيْـت الْـمَـقْـدِس (بيت المقدس) أو بَـيْـت الْـمُـقَـدَّس (بيت المقدس).
القدس هو الاسم العربي الأكثر شيوعًا للقدس ويستخدم من قبل العديد من الثقافات المتأثرة بالإسلام.
أما بَـيْـت الْـمُـقَـدَّس أو بَـيْـت الْـمَـقْـدِس فإنها كما القدس أصلها عربي لكنها أقل استخدامًا على الرغم من أنها ظهرت بشكل أكثر شيوعًا في المصادر الإسلامية المبكرة.
وبالنسبة لـ اَلْـبَـلَاط فإنها نادرا ما تستخدم